# (37999) 1998 KL34
1998 KL34 (asteroide 37999) é um asteroide da cintura principal. Possui uma excentricidade de 0.20701610 e uma inclinação de 5.39845º.
Este asteroide foi descoberto no dia 22 de maio de 1998 por LINEAR em Socorro.